# Alfa Romeo 155
O Alfa Romeo 155 é um sedan médio da fabricante italiana Alfa Romeo produzido entre 1992 e 1998.
Baseado na plataforma Tipo 3 que já havia dado origem ao Lancia Dedra em 1989 e ao Fiat Tempra no ano seguinte, com uma plataforma de tração dianteira e motor transversal.
O 155 chegou ao Brasil em 1996 nas versões básica (também chamada de Elegant) e Super, com o motor Twin Spark (duas velas por cilindro) de 2.0 litros e 16V. Oferecia itens como ajuste elétrico de bancos, bolsa inflável para o motorista e rodas de 15", além de opcionais como teto solar e revestimento em couro. Algumas poucas e raras unidades foram importadas com motores Twin Spark 2.0 8V e 2.5 V6.

## Linha do tempo
- 1992: Início de produção
- 1994: Recebeu tração permanente 4x4 e novos motores a diesel na Europa
- 1996: Inclusão da motorização Twin Spark 16V em substituição ao Twin Spark 8v
- 1998: Término da produção

## Motores
| Modelo             | Tipo               | Disposição         | Potência           | Torque             | 0–100 km/h         | Velocidade máx.    | Notas              |
| Motores a gasolina | Motores a gasolina | Motores a gasolina | Motores a gasolina | Motores a gasolina | Motores a gasolina | Motores a gasolina | Motores a gasolina |
| ------------------ | ------------------ | ------------------ | ------------------ | ------------------ | ------------------ | ------------------ | ------------------ |
| 1.7 8V             | I4                 | 1749 cc            | 115 cv (84,6 kW)   | 146 Nm @ 3500      | 10.6 s             | 191 km/h (119 mph) | -                  |
| 1.8 8V             | I4                 | 1773 cc            | 129 cv (94,9 kW)   | 165 Nm @ 5000      | 10.3 s             | 200 km/h (124 mph) | -                  |
| 2.0 8V             | I4                 | 1995 cc            | 143 cv (105 kW)    | 187 Nm @ 5000      | 9.3 s              | 205 km/h (127 mph) | -                  |
| 2.5 V6             | V6                 | 2492 cc            | 166 cv (122 kW)    | 216 Nm @ 4500      | 8.4 s              | 215 km/h (134 mph) | -                  |
| Q4                 | I4                 | 1995 cc            | 190 cv (140 kW)    | 291 Nm @ 2500      | 7.0 s              | 225 km/h (140 mph) | -                  |
| 1.6 16V            | I4                 | 1598 cc            | 120 cv (88,3 kW)   | 144 Nm @ 4500      | 11.4 s             | 195 km/h (121 mph) | desde 1995         |
| 1.8 16V            | I4                 | 1747 cc            | 140 cv (103 kW)    | 165 Nm @ 4000      | 10.0 s             | 205 km/h (127 mph) | desde 1995         |
| 2.0 16V            | I4                 | 1970 cc            | 150 cv (110 kW)    | 187 Nm @ 4000      | 9.0 s              | 210 km/h (130 mph) | desde 1995         |
| Motores a diesel   |                    |                    |                    |                    |                    |                    |                    |
| 2.0 TD             | I4                 | 1929 cc            | 90 cv (66,2 kW)    | 186 Nm @ 2500      | 13.5 s             | 180 km/h (112 mph) | -                  |
| 2.5 TD             | I4                 | 2500 cc            | 125 cv (91,9 kW)   | 294 Nm @ 2000      | 10.4 s             | 195 km/h (121 mph) | -                  |